# Буцкий, Иосиф Иванович
Иосиф Иванович Буцкий (1919—1980) — подполковник Советской Армии, участник Великой Отечественной войны, Герой Советского Союза (1945).

## Биография
Иосиф Буцкий родился 18 октября 1919 года в селе Великая Лиховка (ныне — Валковский район Харьковской области Украины) в крестьянской семье. Окончил семь классов школы, работал токарем на заводе «Свет шахтёра» в Харькове. В 1940 году был призван на службу в Рабоче-крестьянскую Красную Армию. В том же году Буцкий окончил полковую школу. С начала Великой Отечественной войны — на её фронтах. В 1942 году вступил в ВКП(б). К январю 1945 года майор Иосиф Буцкий командовал батальоном 515-го стрелкового полка 134-й стрелковой дивизии 69-й армии 1-го Белорусского фронта. Отличился во время боёв на Пулавском плацдарме.
14 января 1945 года батальон под командованием Буцкого в ходе прорыва немецкой обороны с Пулавского плацдарма уничтожил около 300 вражеских солдат и офицеров. 25 января батальон форсировал реку Варта и захватил опорный пункт противника, уничтожил более 100 вражеских солдат и офицеров.
Указом Президиума Верховного Совета СССР от 24 марта 1945 года майор Иосиф Буцкий был удостоен высокого звания Героя Советского Союза с вручением ордена Ленина и медали «Золотая Звезда».
В 1946 году в звании подполковника Буцкий был уволен в запас. В 1961 году он окончил Киевский техникум пищевой промышленности. Работал директором пищевого комбината в городе Валки. Скончался 4 января 1980 года, похоронен в селе Буцковка Валковского района.
Был также награждён орденами Красного Знамени, Суворова 3-й степени, Отечественной войны 1-й степени, Красной Звезды, а также рядом медалей.

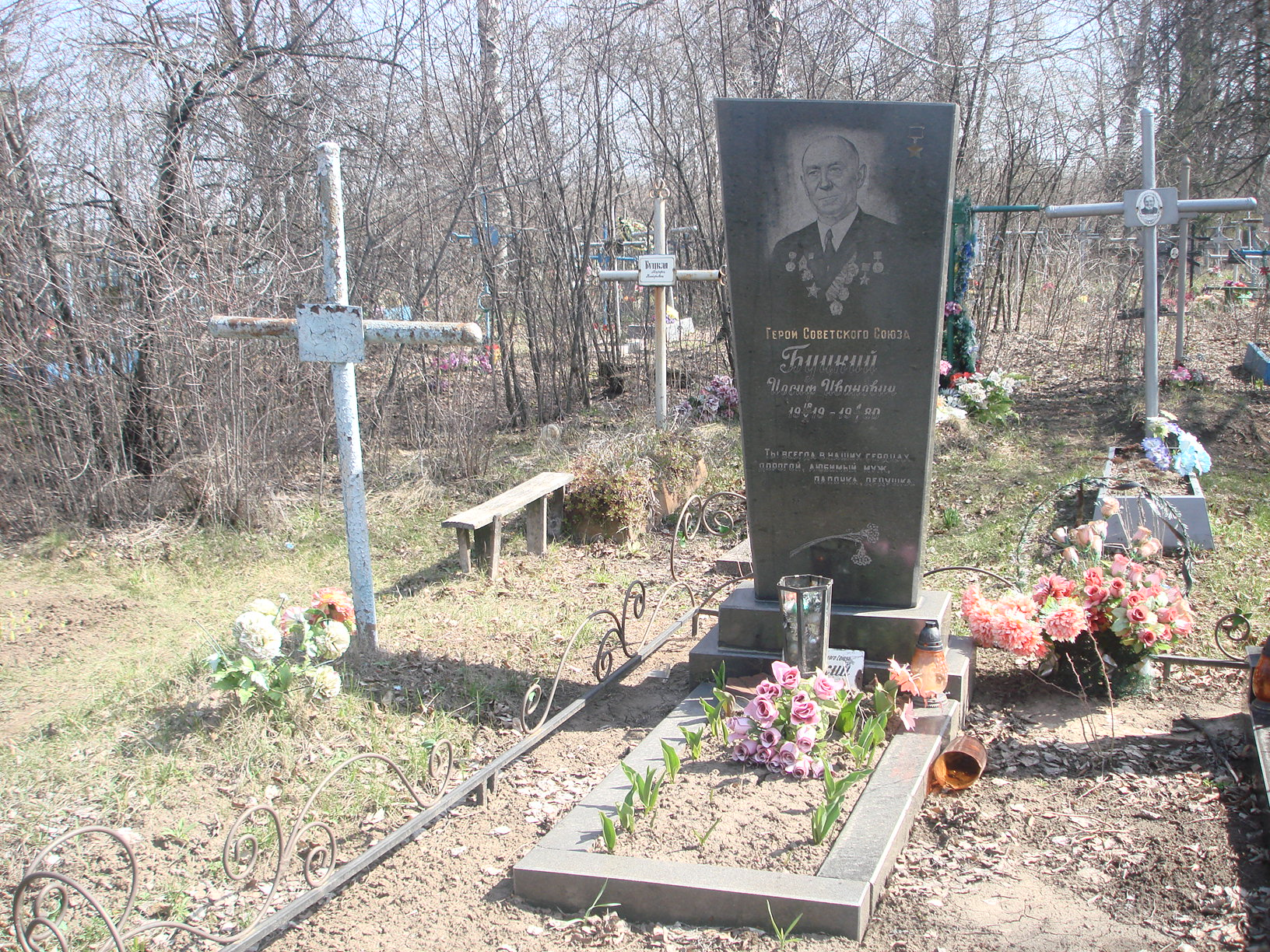
Могила в Буцковке Харьковской области